# Alkoksi grupa
U hemiji, alkoksi grupa je alkilna grupa (ugljovodonični lanac) jednostruko vezana za kiseonik, stoga: R—O. Opseg alkoksi grupa je veoma velik. Najjednostavnija među njima je metoksi. Etoksi grupa je prisutna na primer u organskom jedinjenju fenetol, , koje je takođe poznato kao etoksi benzen. Srodne alkoksi grupama su ariloksi grupe, koje imaju arilnu grupu jednostruko vezanu za kiseonik, kao što je na primer fenoksi grupa.
Alkoksi ili ariloksi grupa vezana za alkil ili aril je etar. Ako je vezana za H, jedinjenje je alkohol. Alkoksid je jonska ili sona forma grupe. To je derivat alkohola u kome je proton zamenjen metalom, tipično natrijumom.